# Braone
Braone là một đô thị trong tỉnh tỉnh Brescia thuộc vùng Lombardia, Ý. Đô thị này có diện tích 12 km², dân số 610 người. Các đơn vị dân cư trực thuộc là: Các đô thị giáp ranh gồm: Breno (Italie), Cerveno, Ceto, Losine, Niardo